# Jens Auken
Jens Auken (15. april 1949 - 18. januar 2014) var en dansk advokat og bridgespiller. Han var søn af Gunnar Auken og Kirsten Auken og bror til Svend Auken, Margrete Auken, Gunvor Auken, tvillingesøsteren Ingegerd samt Charlotte fra sin fars 2. ægteskab. Far til fire sønner i perioden 1995-2007. De to ældste med sin tyskfødte bridgekollega Sabine Auken. De to yngste med psykolog Anne Kristine Auken.

## Juridisk karriere
Auken blev cand. jur 1979, advokat i 1982 og fik møderet for Højesteret i 1987. Han var en af landets førende specialister indenfor ekspropriationsret og naboret i forbindelse med større anlægsarbejder, herunder etablering af Metro og Cityringen i København. Jens Auken var tilknyttet advokatfirmaet Bech-Bruun, hvor han var partner. 

## Bridge
Som ung var Jens Auken i en periode på landsholdet i basketball, men han er mest kendt for at være en af Danmarks absolut bedste bridgespillere. Så sent som i april 2012 vandt han sit 10. guld i DM for hold på holdet 'Konow'. Auken spillede over 400 landskampe for Danmark og vandt et stort antal turneringer. Han er indehaver af Danmarksrekorden for DM i par med 9 stk i alt, det sidste hentet i 2011 med Peter Schaltz som makker. Han var også meget aktiv indenfor bridgesportens organisationer og var blandt andet 1. vicepræsident i European Bridge League og medlem af eksekutivkomiteen i World Bridge Federation.

## Resultater i bridge
- Bronze ved OL for hold (1984 og 1996)
- Bronze ved VM i mix par (1998 og 2002)
- Sølv ved EM for hold (1993)
- Guld ved EM for mixed hold (2000)
- Guld ved EM for veteranhold (2002)

- Guld ved DM for hold – (10 gange i årrækken 1978-2012)
- Guld i DM for åben par – (9 gange i årrækken 1978-2011)